# Biserica Sfântul Petru din Viena
Biserica Sfântul Petru din Viena (în germană Peterskirche) este o biserică catolică situată în districtul I din Viena (Austria), în Petersplatz (Piața Sf. Petru). A fost înălțată de o comunitate laică, Fraternitatea Preasfintei Treimi, iar terminată și sfințită în anul 1733. În 1970 arhiepiscopul de Viena, cardinalul Franz König a încredințat biserica preoților prelaturii personale Opus Dei (Lucrarea lui Dumnezeu).

## Istoric

Planul bisericii Sf. Petru

O primă biserică cu hramul Sf. Petru a existat în epoca carolingiană, probabil cea mai veche din oraș alături de Biserica Sf. Rupert. Ea a fost fondată în 800 de Carol cel Mare. O nouă biserică a fost construită în 1137, îndeplinind funcția de biserică a Abației scoțiene. Această biserică are trei nave, iar absida de sud a fost reconstruită în secolul al XIV-lea și în secolul al XVII-lea.
Biserica actuală a fost construită în secolul al XVIII-lea. Arhitectul italian Gabriele Montani a realizat planurile și a pus bazele fundației, dar planurile au fost modificate de Johann Lucas von Hidebrandt în 1703. Ea a fost edificată de Franz Jänggl și Francesco Martinelli și finalizată în 1722. Aceasta este prima biserică din Viena cu cupolă în stil baroc. Naosul său oval, absida și altarul flancat de două capele pe fiecare parte formează o mică cruce greacă.
Cupola a fost construită de Matthias Steinl, iar frescele pictate de Andrea Pozzo și apoi de Johann Michael Rottmayr într-un stil baroc exuberant în 1713. Altarul este executat de Antonio Galli-Bibiena, cu un tablou de Martino Altomonte.
Biserica Sf. Petru a fost restaurată în perioada 1998-2004. 

## Imagini

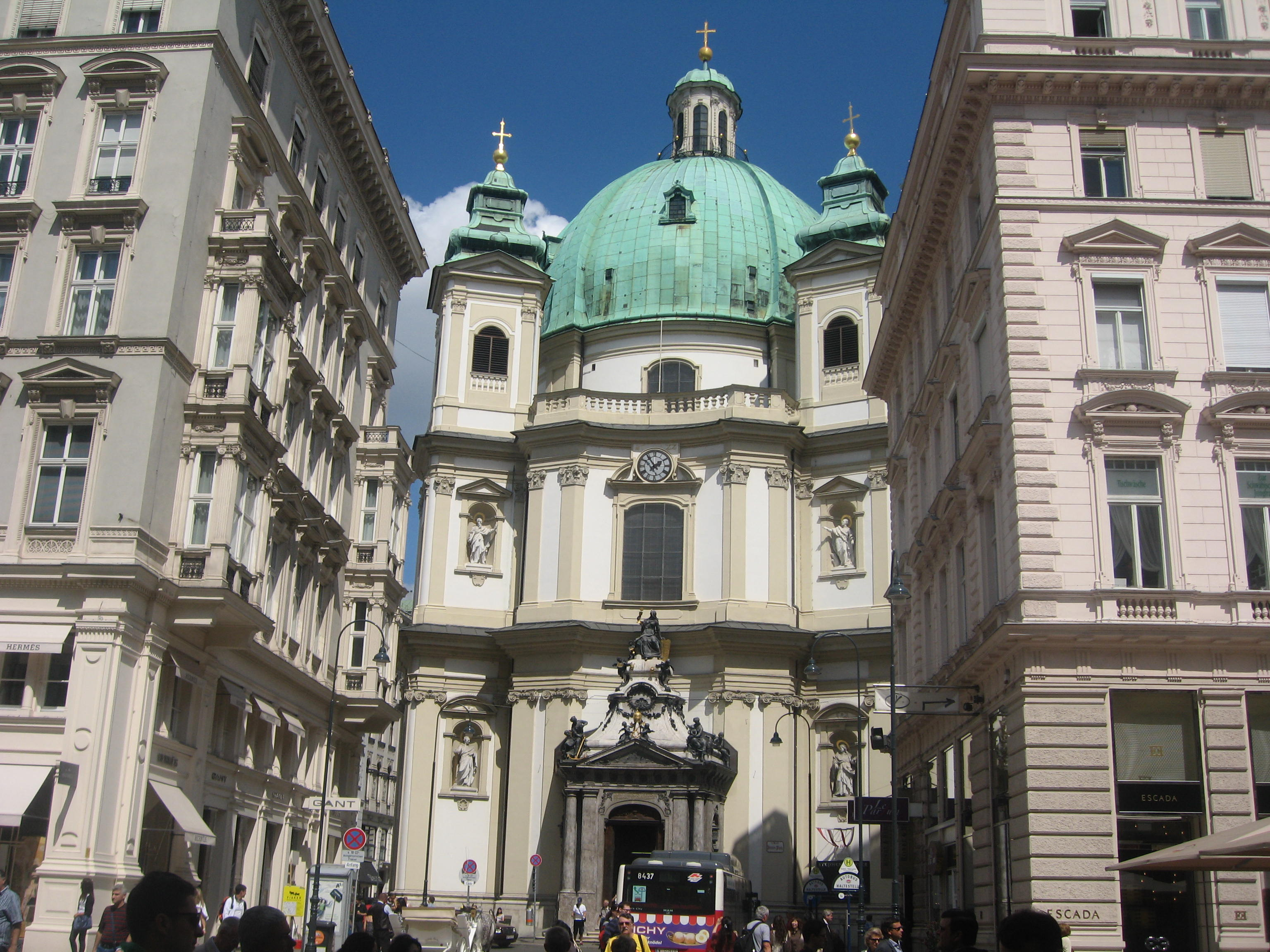
Biserica Sf. Petru
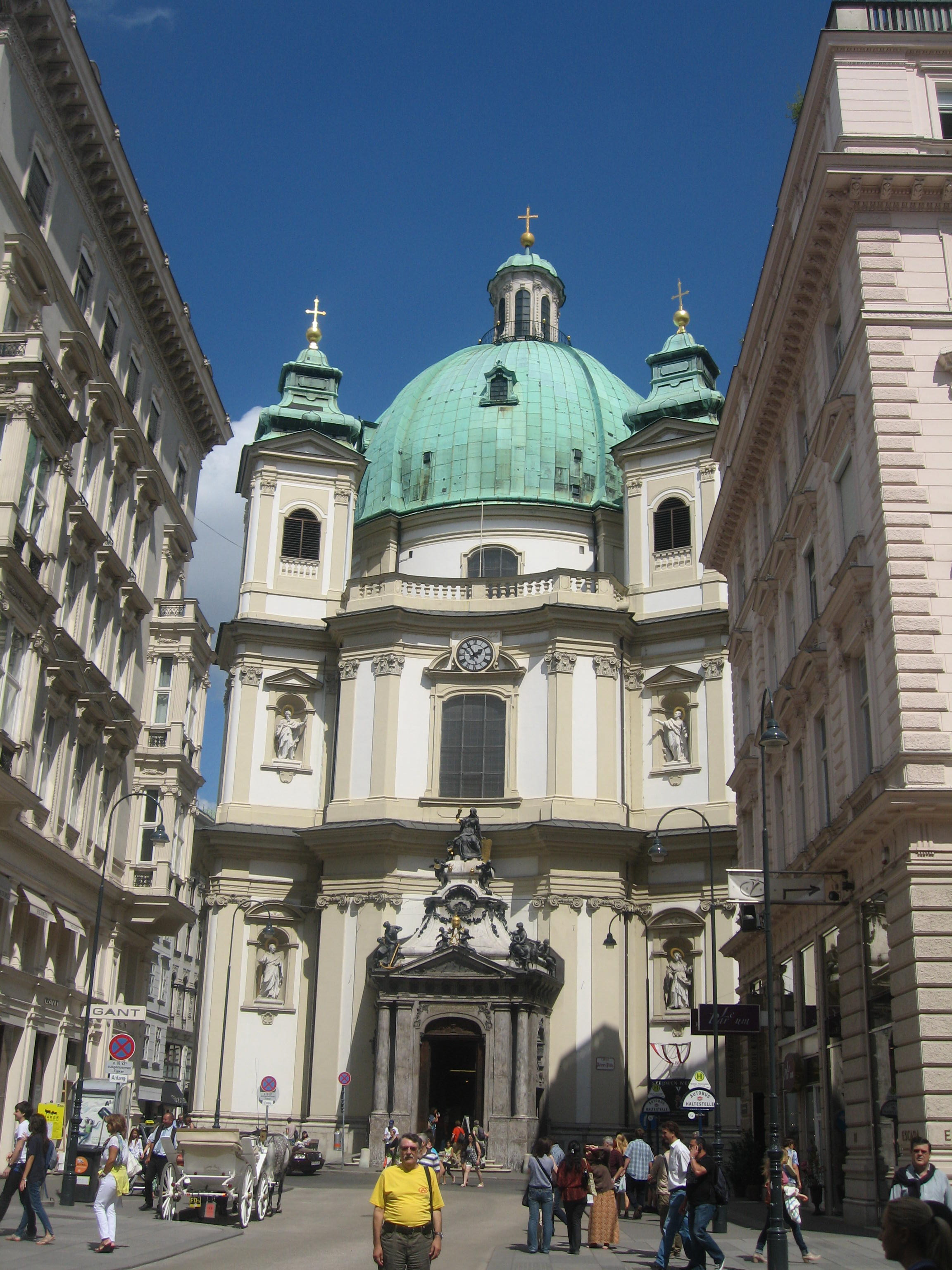
Biserica Sf. Petru
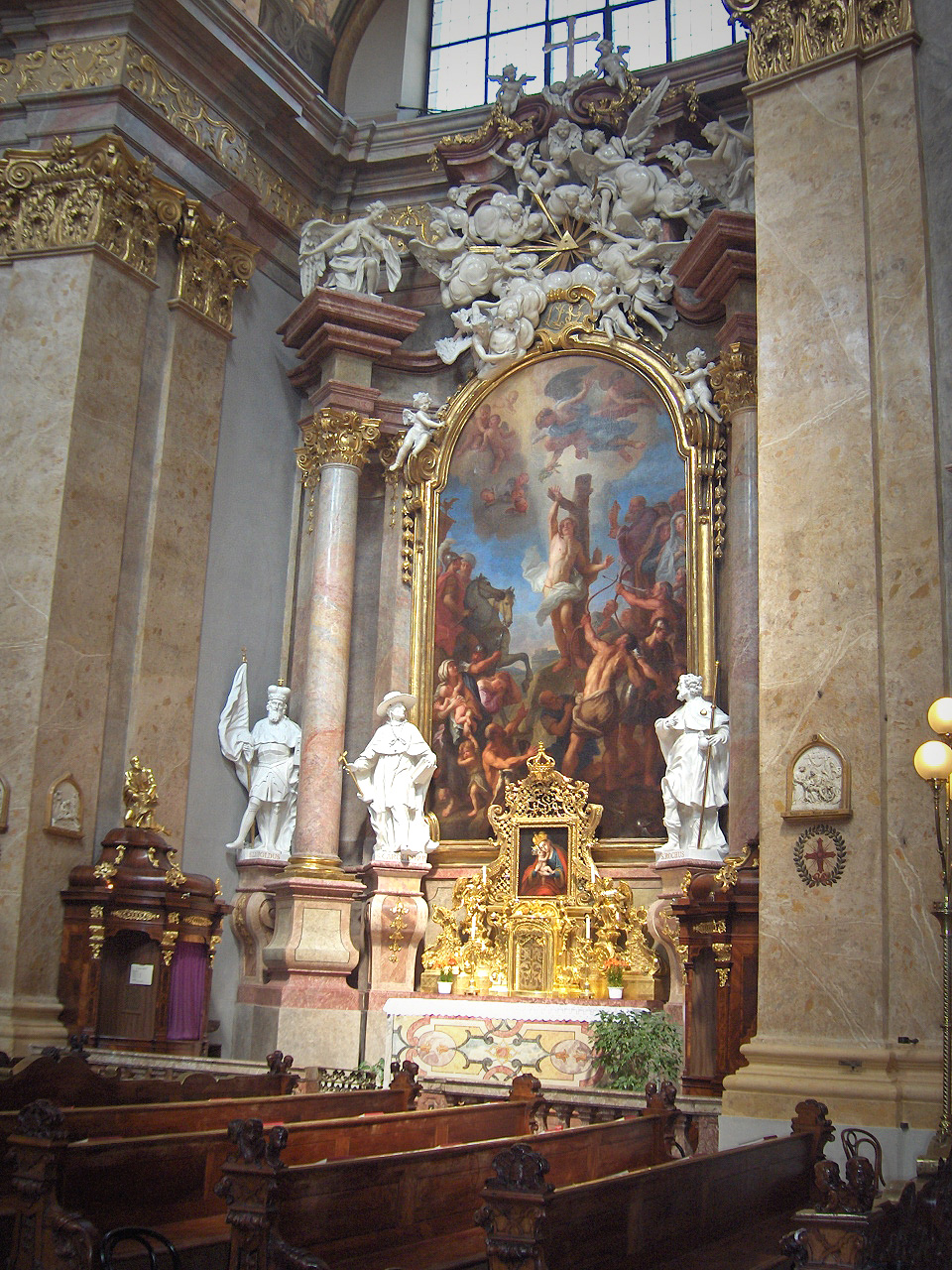
Capela laterală cu un tablou reprezentând martiriul Sfântului Sebastian
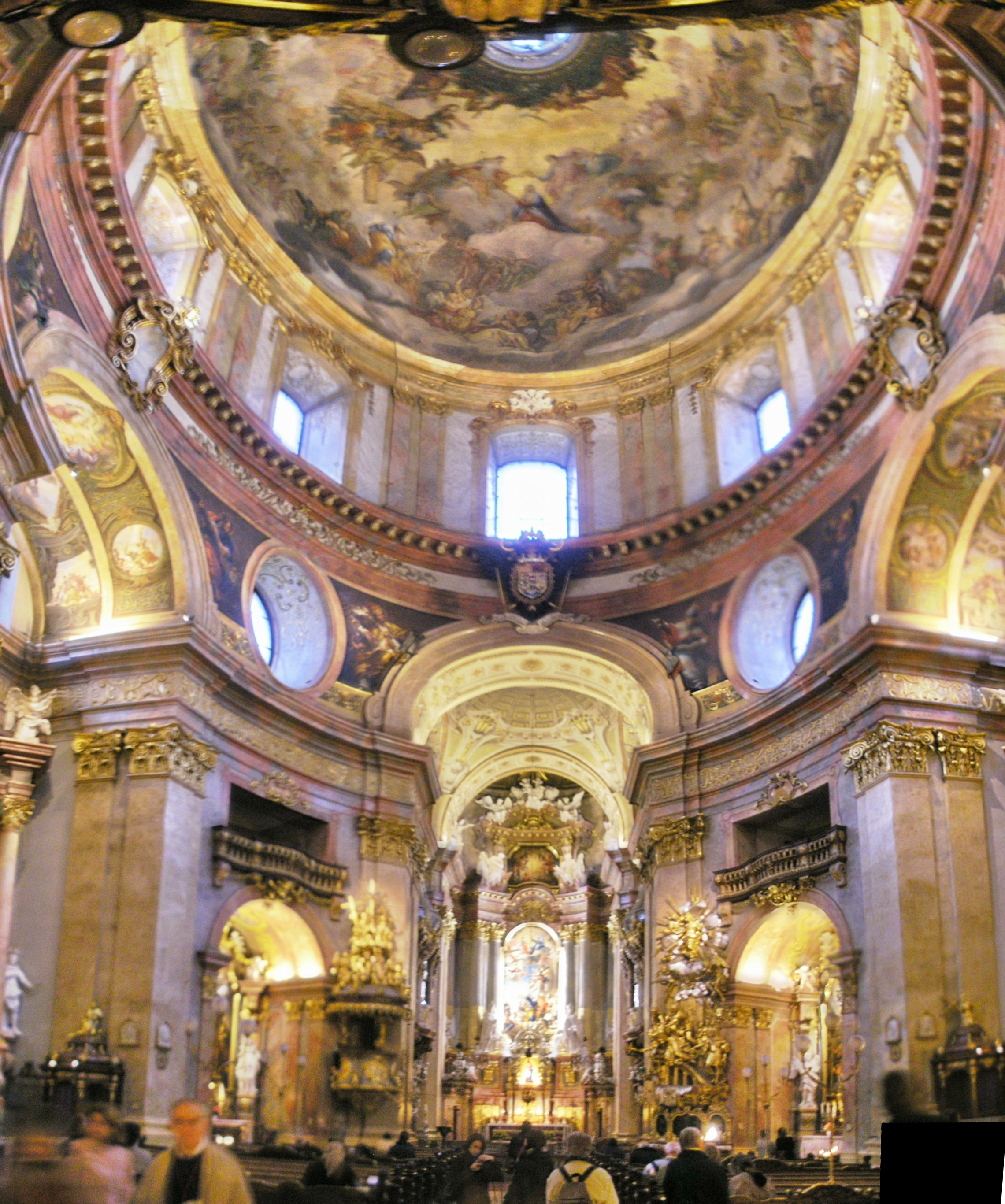
Interiorul bisericii cu cupola
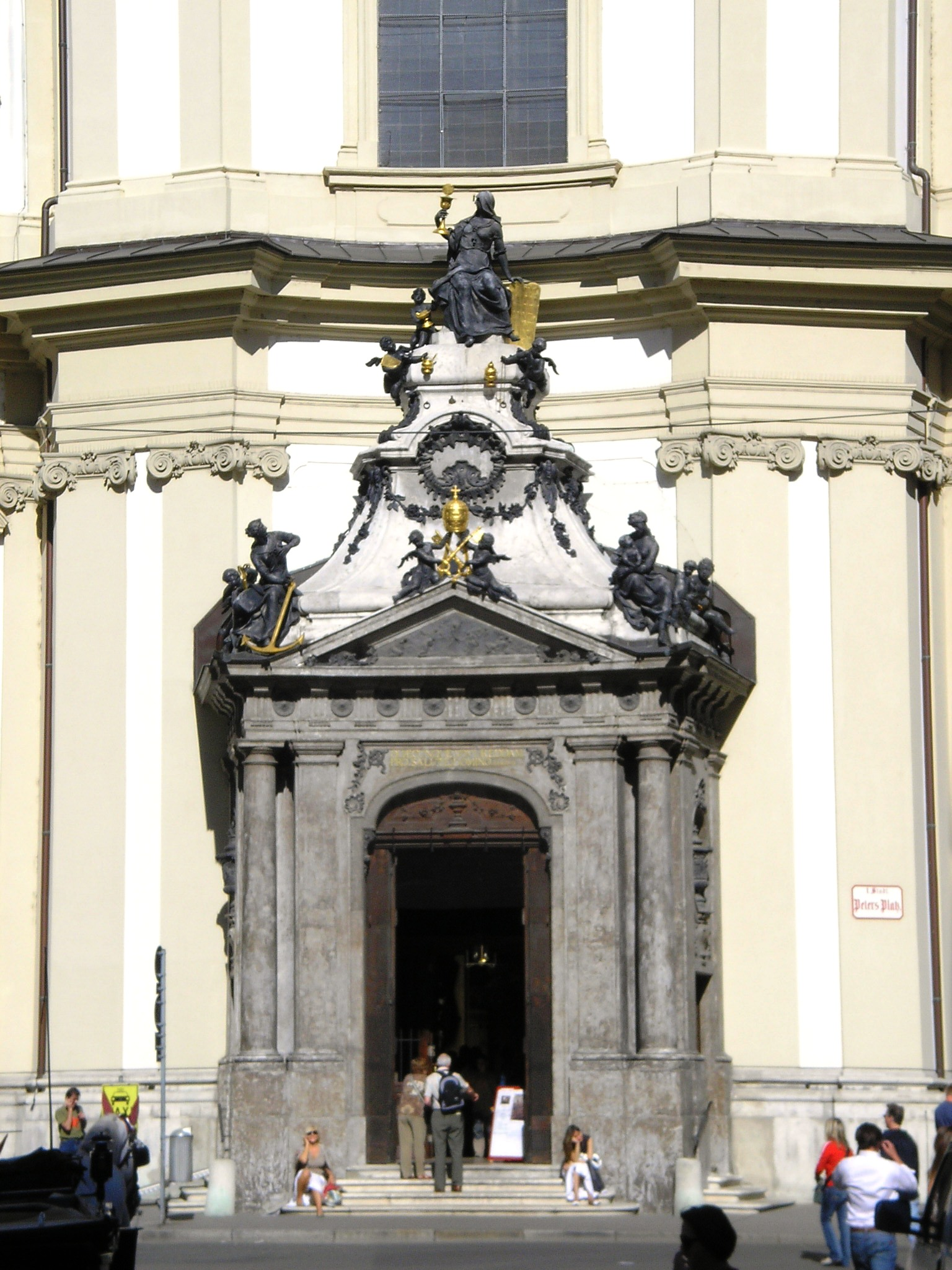
Portalul de intrare
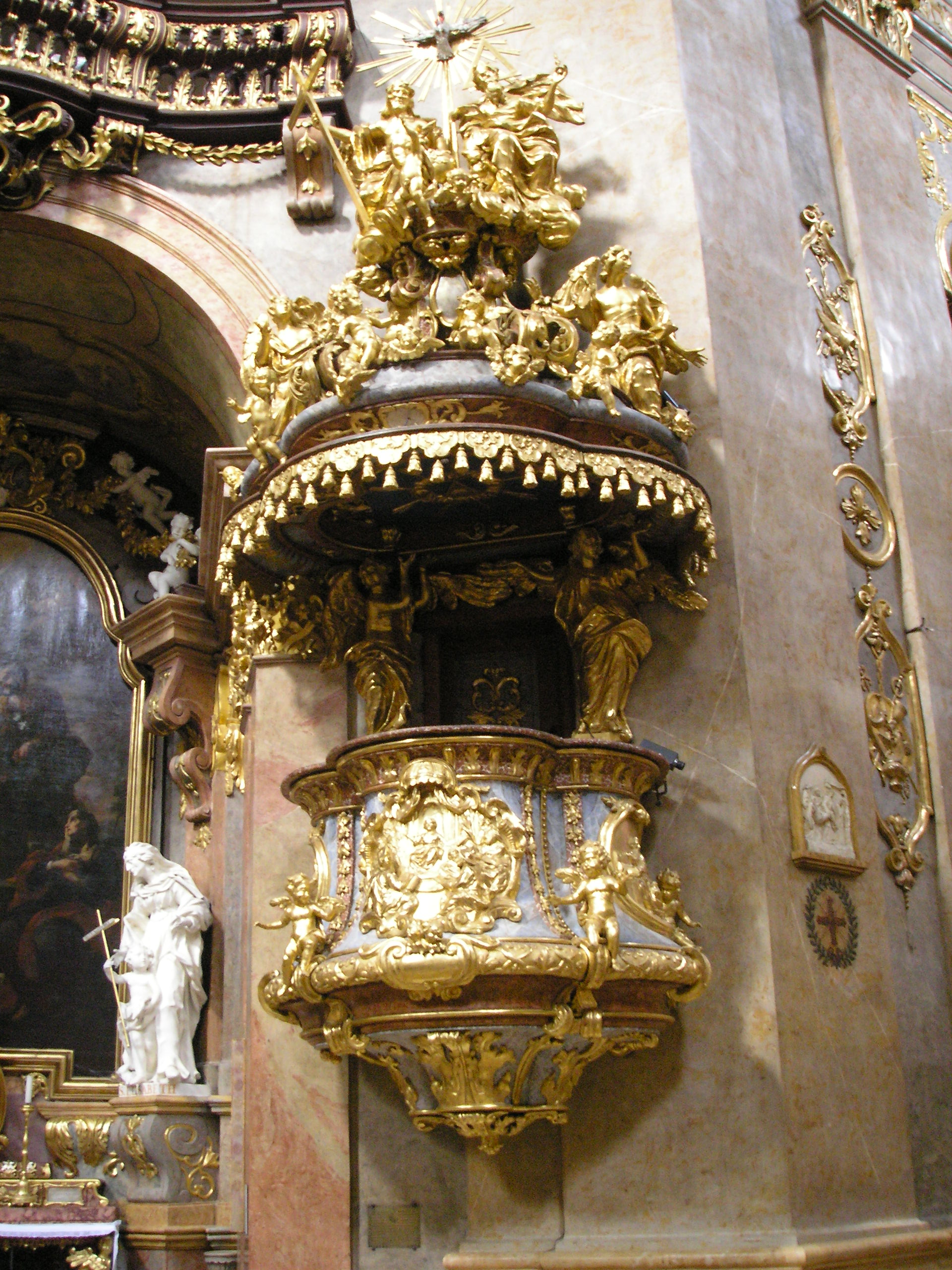
Amvonul în stil rococo
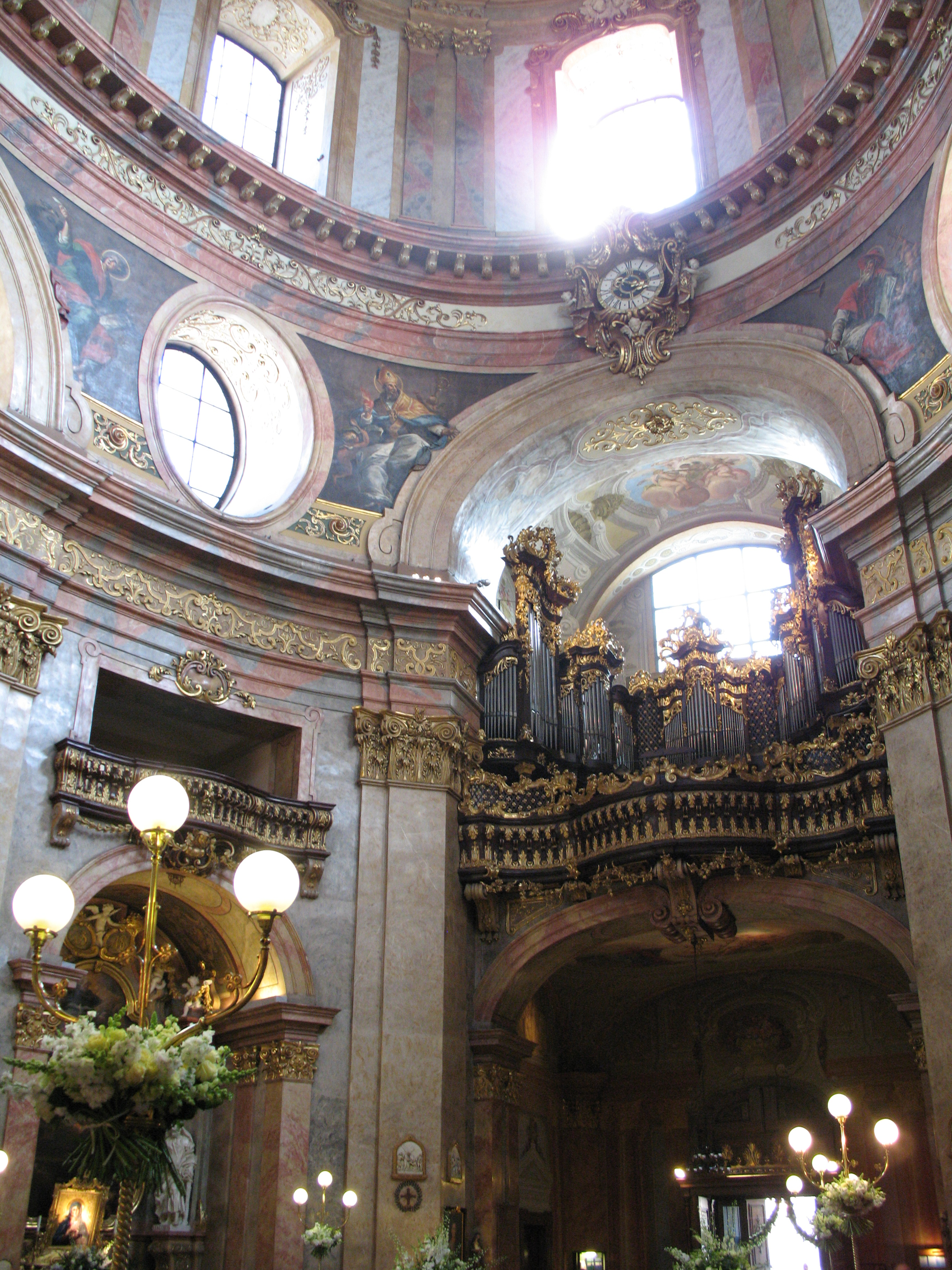
Orga
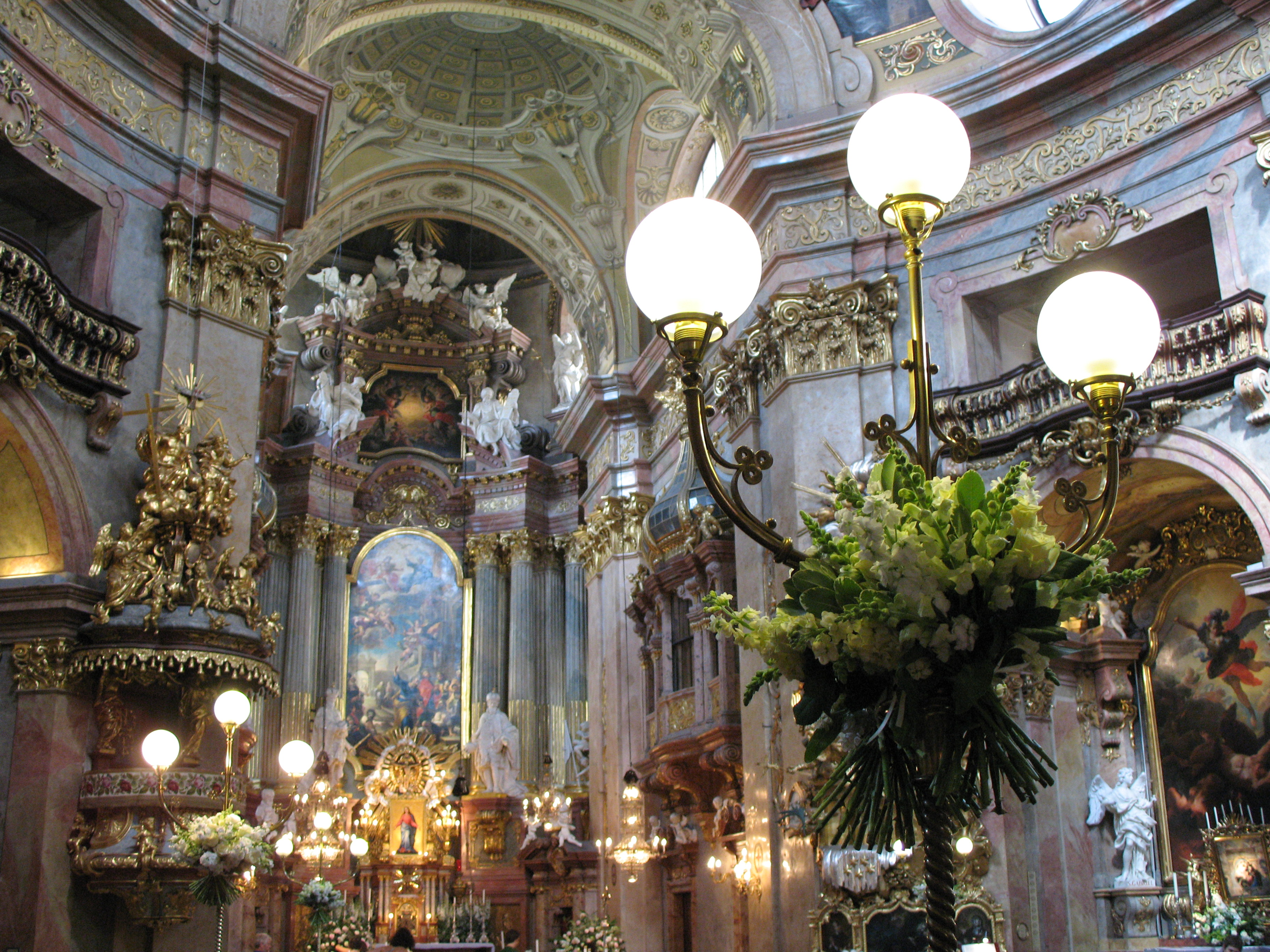
Interiorul bisericii
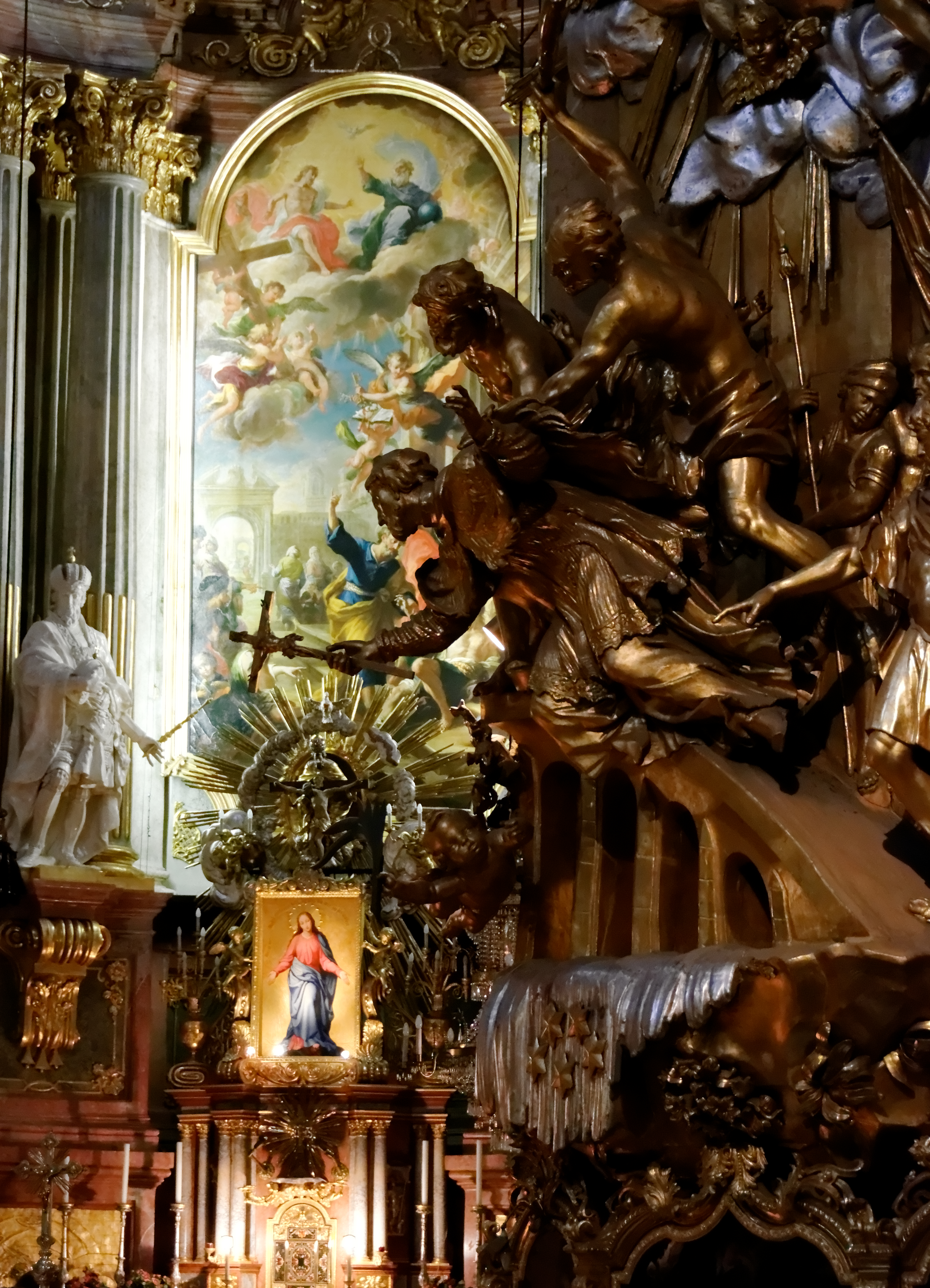
Martiriul sfântului Ioan Nepomuk
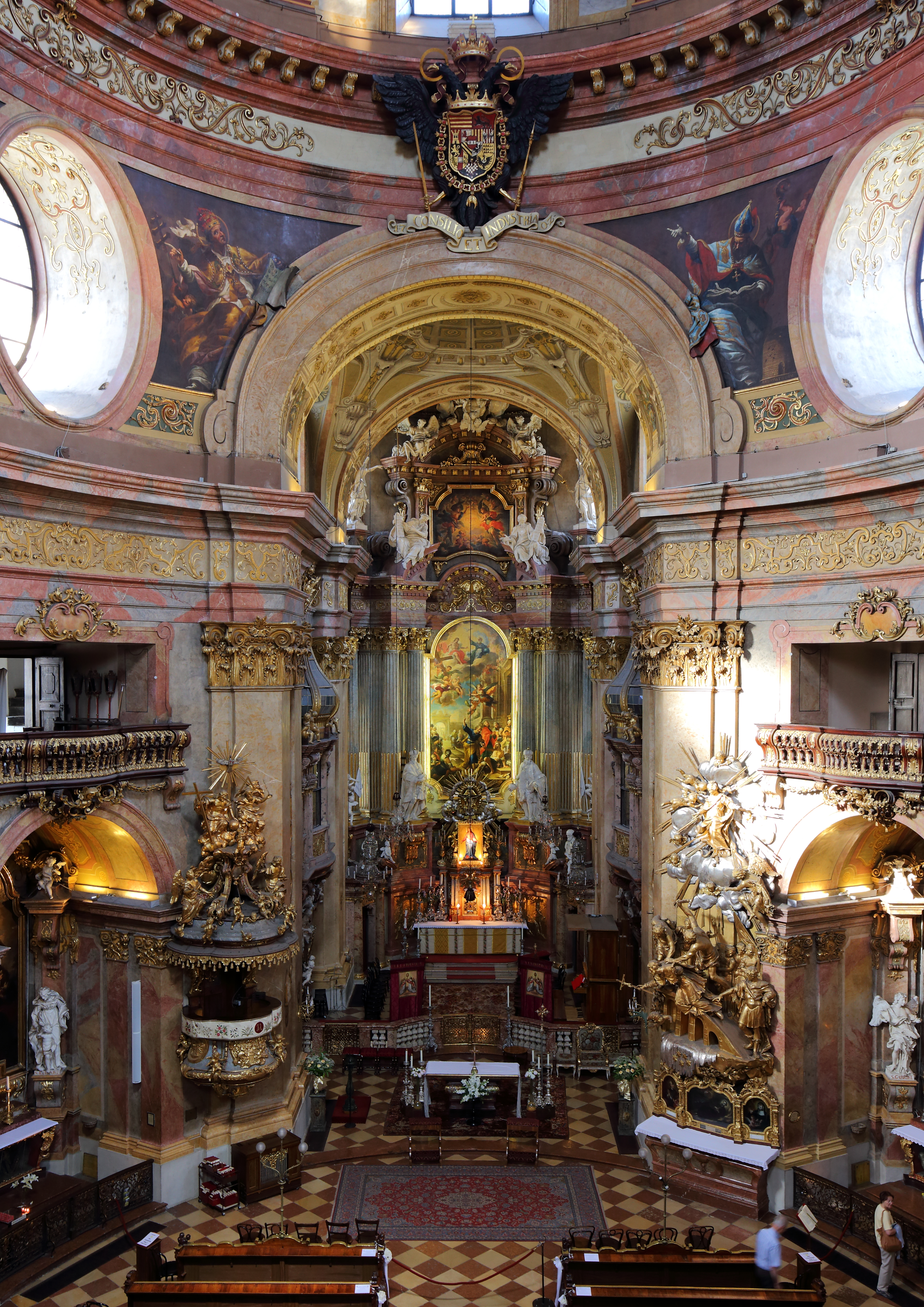
Interiorul